# Wild-Touch
Wild-Touch est une association et ONG française, fondée en 2010 par Luc Jacquet et basée dans l'Ain.
Wild-Touch résume son projet à travers le slogan suivant : « On protège mieux ce que l'on aime ». L'objectif de l'association est donc de soutenir des projets concernant les défis environnementaux et le développement durable, notamment en produisant des films sur les acteurs de la protection de l'environnement, afin de diffuser leurs messages et leurs engagements auprès du grand public. Wild-Touch essaie donc de financer des projets documentaires, pédagogiques ou artistiques grâce à du mécénat ou des partenariats mais aussi grâce aux dons et investissements de particuliers.
Wild-Touch a notamment initié la production des longs métrages documentaires Il était une forêt (2013), La Glace et le Ciel (2015) et L'Empereur (2017), tous réalisés par Luc Jacquet.

## Historique

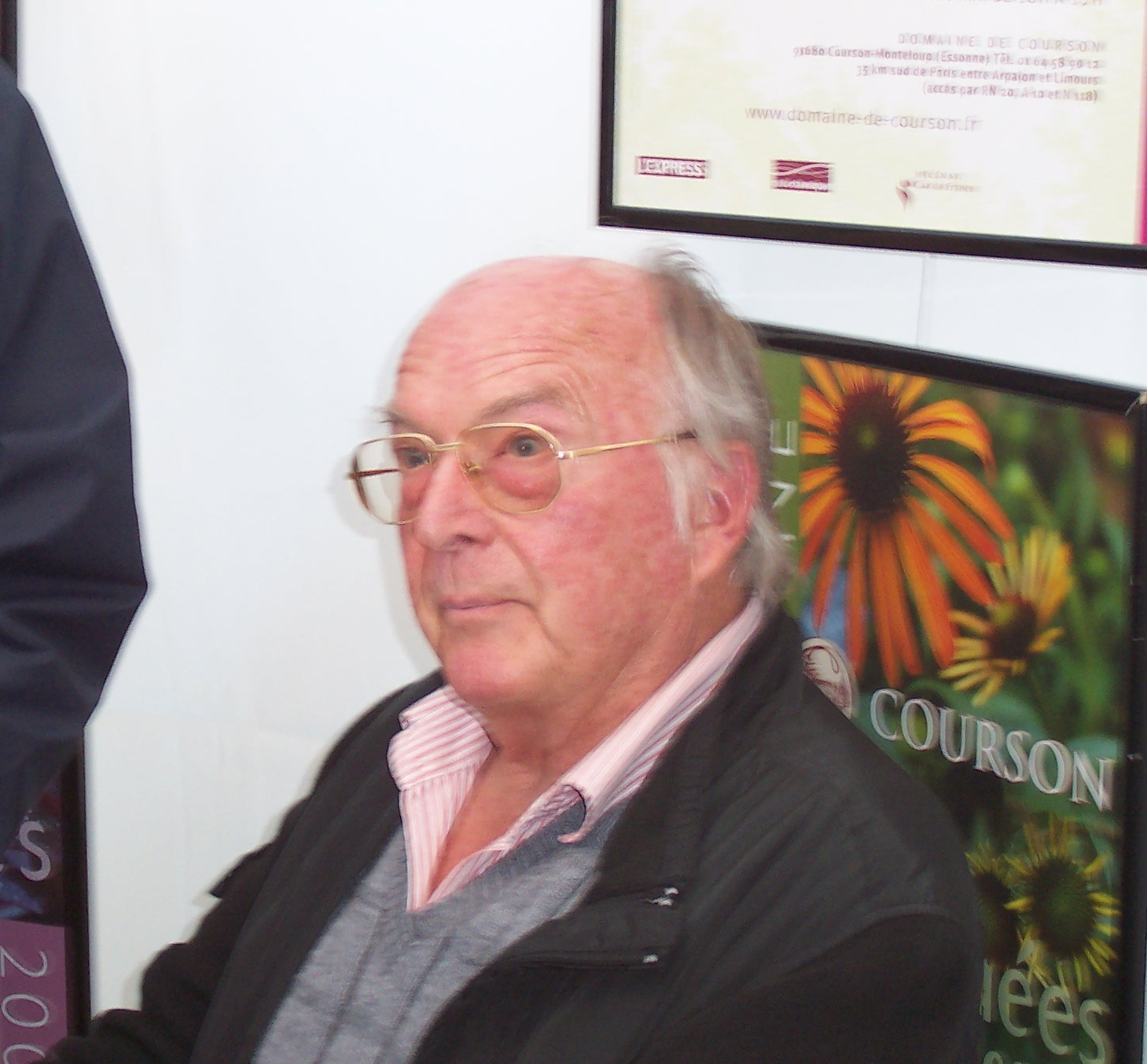
Le botaniste Francis Hallé (ici en 2009), initiateur du premier projet de Wild-Touch.

Écologue de formation, Luc Jacquet bénéficie d'une reconnaissance internationale après le succès de son film La Marche de l'empereur (2005), primé aux Oscars en 2006. Il souhaite alors trouver une utilité concrète à son succès. Or, il constate que de plus en plus de personnes lui demandent de les aider à parler d'autres animaux ou de sujets environnementaux à la manière de son film sur les manchots, mais il répond souvent que le financement de ce genre de projet est difficile car trop souvent peu ou non rentable. La « révolution numérique », avec notamment l'essor d'Internet et la miniaturisation des caméras, lui fait ensuite prendre conscience des nouvelles opportunités de financement pour ce genre de projets. En avril 2010,, avec sa femme et quelques amis, Luc Jacquet fonde donc l'association Wild-Touch qui, selon lui, « aide à médiatiser la conservation de la nature ».
Quelques jours après la création de l'association, Luc Jacquet rencontre le botaniste Francis Hallé qui essaie depuis 20 ans de faire un film sur les forêts primaires. Dès août 2010, Jacquet et Hallé font un voyage en Guyane pour faire les premiers repérages d'un éventuel projet commun ; ils en reviennent avec un court film, C'était la forêt des pluies, qui donne naissance à un projet de film de plus grande ampleur, La Forêt des pluies, titre qui devient par la suite Il était une forêt.
Le 24 mars 2011, peu avant le premier anniversaire de sa création, Wild-Touch organise sa soirée fondatrice au cinéma Comœdia à Lyon. En parallèle à la production de Il était une forêt, Luc Jacquet s'engage en 2011 dans une « démarche patrimoniale » avec la réalisation de plusieurs interviews de Claude Lorius pour « recueillir le récit de ce témoin historique d'une rupture majeure entre l'homme et son environnement ». Cette initiative marque le début du deuxième grand projet de Wild-Touch, La Glace et le Ciel, que le Festival de Cannes sélectionne en clôture de son édition 2015.

### Slogans et identité visuelle
Initialement, Wild-Touch possédait deux slogans : d'une part « Un trait d'union entre l'Homme et la Nature », d'autre part « On protège mieux ce que l'on aime. Retrouvons le lien sensible qui nous unit à la nature ». Ce deuxième slogan a été conservé par la suite sous une forme plus courte, avec le retrait de la deuxième partie : « On protège mieux ce que l'on aime ».
Le 17 avril 2013, soit trois ans après sa création, Wild-Touch se dote d'un nouveau logo et d'une nouvelle identité visuelle.

Premier logo de Wild-Touch, utilisé jusqu'en avril 2013.
Logo de Wild-Touch depuis le 17 avril 2013
Version alternative du deuxième logo

## Projets

### Projets de Wild-Touch

#### Premier projet-phare:La Forêt des pluies/Il était une forêt

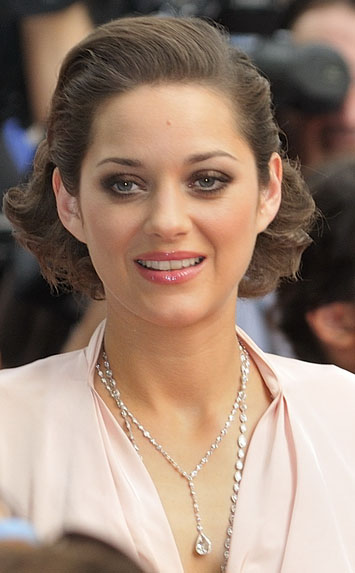
L'actrice Marion Cotillard (ici en 2009), marraine du projet La Forêt des pluies.

Le projet La Forêt des pluies est la concrétisation d'un projet de longue date du botaniste Francis Hallé et de son association, que Luc Jacquet et Wild-Touch ont repris en main. Alliant réalisation d'un film pour le cinéma et projet « cross média », La Forêt des pluies a pour objectif d'évoquer les dernières grandes forêts du monde et les dangers qui les guettent,, notamment la disparition des forêts primaires. Luc Jacquet et Francis Hallé, qui ont déjà tourné un prologue du film en Guyane, dans la réserve naturelle des Nouragues, en août 2010,, souhaitent filmer essentiellement trois grandes zones géographiques : le bassin du fleuve Congo au Gabon, la Forêt amazonienne du côté péruvien et la Nouvelle-Guinée. Le prologue, intitulé C'était la forêt des pluies, dont l'un des objectifs est de trouver des financements pour le long métrage, a notamment été montré en clôture du Festival Aventure et Découverte de Val-d'Isère le 21 avril 2011 et en ouverture du Festival international du film écologique de Bourges le 6 octobre 2011.
Parrainé par l'actrice Marion Cotillard, ce projet se fait également en partenariat avec le Parc des oiseaux de Villars-les-Dombes.
Pour Luc Jacquet, il s'agit de parler des forêts primaires « avec le plus grand nombre de points de vue possibles, avec toujours ce désir d'avoir un médiateur artistique ». Selon lui, ce film est « un devoir moral et artistique [car] notre rapport au monde doit changer si nous voulons survivre ». Pour Francis Hallé, c'est l'aboutissement d'une vie consacrée aux forêts : « Je bataillerais pour et aux côtés de la forêt jusqu’à ma mort. Qui sait, nous nous éteindrons peut être en même temps ». Le botaniste espère que ce film aura, pour les forêts, le même impact que Le Monde du silence (1956) a eu pour les océans.
L'écriture et le tournage bénéficient de la complémentarité entre Luc Jacquet et Francis Hallé : le botaniste se consacre au contenu scientifique alors que le réalisateur s'emploie à mettre en images ce que le premier lui suggère. Le but n'est toutefois pas de faire un film scientifique ni un documentaire sur la déforestation mais plutôt, selon Francis Hallé, « un film sensuel : ce qu’on voit et ce qu’on ressent ». Pour le botaniste, il est également impératif que le film « soit très beau car ces forêts sont admirables ». Si le scénario est écrit par Luc Jacquet, Francis Hallé souhaite néanmoins qu'il s'agisse d'« un film sans acteurs, où les seuls êtres humains seront issus des ethnies forestières ».
Le tournage du long métrage a débuté le 19 juin 2012, en partenariat avec les sociétés Disneynature et Bonne Pioche. Alors que le projet dans sa globalité préserve son intitulé de départ, le film prend un nouveau titre : Il était une forêt. Dès le 25 juin, un web-feuilleton, Voyages en forêt des pluies, filmé et réalisé par Augustin Viatte et diffusé sur le site de Wild-Touch, permet de suivre le tournage et les étapes de production du film.
Après une présentation au Festival international du film de Vancouver fin septembre 2013, le film sort au cinéma le 13 novembre 2013 en France et en Belgique. Il obtient ensuite une nomination pour le César du meilleur film documentaire en 2014.

#### Deuxième projet d'envergure:Entre la glace et le ciel/La Glace et le Ciel

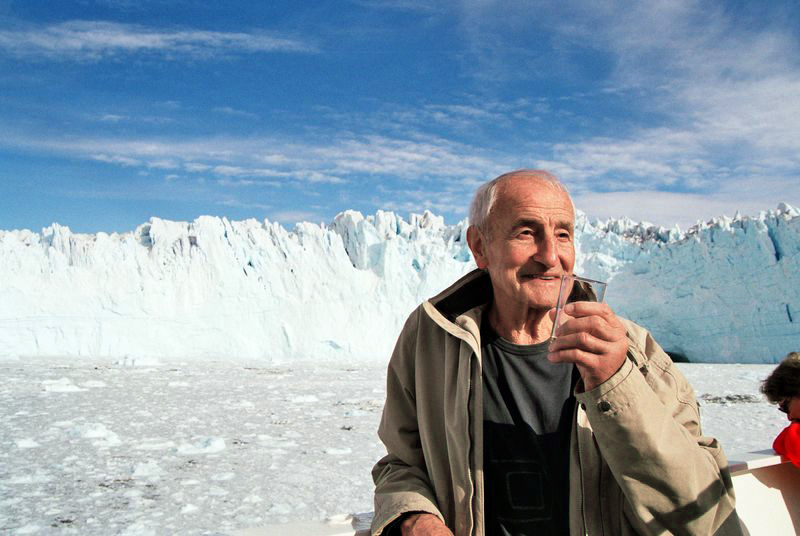
La Glace et le Ciel parle de la vie et du travail de Claude Lorius (ici en 2008).

Jacquet réalise ensuite le documentaire La Glace et le Ciel sur le glaciologue et climatologue Claude Lorius. Initialement intitulé Entre la glace et le ciel, ce projet, qui dépasse la réalisation du seul documentaire, porte à la fois sur la vie et le travail de Lorius, et sur l'évolution du climat et du taux des gaz à effets de serre,. De la même manière que pour Il était une forêt, ce film s'inscrit dans une démarche plus globale de « médiation du cinéma, de la science et de l'enseignement », avec le développement de projets pédagogiques sur les thèmes concernés. Jacquet considère même que, « en mettant les moyens du cinéma au service de la pédagogie », il fait « presque du cinéma militant ».
Ce film est sélectionné comme film de clôture du Festival de Cannes 2015.

#### Autres projets
- Le Tempêtarium de Glace 2048 : Luc Jacquet et le scénographe Frédéric Ravatin souhaitent mettre au point une installation itinérante (alliant cinéma, scénographie et véritables éléments naturels) qui permettrait aux spectateurs de s'immerger dans l'atmosphère de l'Antarctique et percevoir ainsi celle du film La Marche de l'empereur[8],[16],[32].
- La Planète de corail : film sur le corail à travers le monde, avec Laurent Ballesta, photographe et plongeur[8],[33].
- Saumon atlantique : film en partenariat avec la fondation North Atlantic Salmon Fund de l'Islandais Orri Vigfússon, sur le repeuplement de l'Atlantique Nord en saumons[8],[34].

### Projets soutenus par Wild-Touch et partenariats
Outre ses propres projets, Wild-Touch soutient des projets impulsés par d'autres structures :
- Green : film de Patrick Rouxel suivant une femelle orang-outan dans la forêt indonésienne[35].
- La Condition tropicale part en voyage : projet artistique de Jean-Christophe Norman, qui consiste à reproduire des citations de l'ouvrage de Francis Hallé, La Condition Tropicale, dans l'espace urbain[36],[37].
- La Sagesse des Abeilles : spectacle de Jean Lambert-wild traitant de la possible disparition des abeilles, avec un texte écrit par Michel Onfray[38],[39].
- Eau secours : livre d'Arnaud Baumann sur la pollution et le manque d'eau[35].
- Projet de conservation de la réserve Martin Sagrado : reforestation et à la protection des forêts de San Martín au Pérou[40].
- Casimilo et les légendes du Nouveau Monde : série d'animation, créée par Audrey Sanchez, Gaia Guasti et Caroline Attia, qui permet de découvrir les peuples amérindiens et leur environnement naturel[41].

Wild-Touch a également noué plusieurs partenariats :
- Wild-Touch est partenaire du projet d'expédition de la goélette Tara qui doit étudier les récifs coralliens dans le Pacifique en 2014[42].
- Partenariat avec l'association Envol Vert[43].